# OSTLUFT
Unter dem Namen OSTLUFT überwachen die Ostschweizer Kantone und das Fürstentum Liechtenstein die Luftqualität gemeinsam, werten die Daten aus und veröffentlichen die Erkenntnisse. Zu OSTLUFT gehören die Kantone Appenzell Ausserrhoden, Appenzell Innerrhoden, Glarus, Schaffhausen, St. Gallen, Thurgau und Zürich, das Fürstentum Liechtenstein sowie – in Teilbereichen – der Kanton Graubünden. Der Geschäftssitz des Gemeinschaftsprojekts befindet sich in St. Gallen.

## Entstehung
Im Rahmen der interkantonalen Zusammenarbeit der Ostschweizer Kantone und des Fürstentums Liechtenstein wurde 2001 OSTLUFT für die gemeinsame Überwachung und Beurteilung der Luftqualität sowie für die Information der Bevölkerung geschaffen. Die Zusammenarbeit ist in einer Vereinbarung zwischen den beteiligten Kantonen und dem Fürstentum Liechtenstein geregelt. Koordiniert werden die OSTLUFT-Tätigkeiten durch deren Geschäftsleitung sowie die Geschäftskommission, in welcher die Lufthygiene-Fachstellen der beteiligten Partner vertreten sind.

## Aufgaben
- Überwachung der Luftqualität gemäss Schweizer Luftreinhalte-Verordnung (LRV) mittels Messungen
- Untersuchung der zeitlichen Entwicklung und der räumlichen Differenzierung aufgrund der Messungen und mit Hilfe von Modellen
- Zuordnung der Belastungssituation zu den Emissionsquellen als Grundlage für Massnahmen
- Erfolgskontrolle
- Information der Öffentlichkeit

## Tätigkeit und Messstationen
Im Gebiet von OSTLUFT wird an rund 30 Standorten die Luftqualität anhand der Leitschadstoffe Stickstoffdioxid (NO2), Feinstaub (PM10) und Ozon (O3) mit automatischen Messstationen in hoher zeitlicher Auflösung erfasst. Zwei Drittel dieser Stationen werden durch OSTLUFT betrieben, einzelne Standorte werden nur im 2-Jahres-Rhythmus gemessen.
Dieses Netz wird ergänzt durch zusätzliche Messsysteme, die räumlich und zeitlich flexibel eingesetzt werden können, um spezifische Fragen zu beantworten. Zu diesen Messsystem zählen zum Beispiel Passivsammler für Stickstoffdioxid (NO2) und Ammoniak (NH3). Die Erkenntnisse über die Luftqualität lassen sich durch eigene Modellrechnungen vertiefen und anschaulich darstellen.
In Projekten werden spezifische Fragen untersucht. Dabei arbeitet OSTLUFT mit dem grenznahen Ausland (z. B. Internationale Bodensee-Konferenz), dem Bund (BAFU), weiteren Kantonen sowie wissenschaftlichen Institutionen (z. B. Paul Scherrer Institut) zusammen.